# Богунове (селище)
Богунове —  селище в Україні, у Черкаському районі Черкаської області, у складі Тернівської сільської громади. У селі мешкає 83 людей.